# Carlos Molinero (guionista)
Carlos Molinero Varela (Madrid, 1972) es un guionista y dramaturgo español.

## Trayectoria
Nacido en Madrid hace 53 años, Molinero estudia Matemáticas, hasta que descubre que su pasión es el cine. Se diploma en la especialidad de Guion por la Escuela de Cinematografía y del Audiovisual de la Comunidad de Madrid y posteriormente estudia Historia del cine en la Universidad Autónoma de Madrid.
En 1997, con 25 años rueda su primer cortometraje Atraco, al año siguiente es guionista de las series Fernández y familia y Querido maestro, ambas series producidas por Zeppelin TV para Mediaset.
En 1999 rueda el cortometraje Casi veinte horas y en el año 2000, es guionista de la serie Antivicio de Zeppelin TV para Atresmedia.
En 2001, es guionista y director del largometraje Salvajes por el que gana un Premio Goya en 2002, a mejor Guion Adaptado y una nominación a mejor Dirección Novel.
En 2002, interviene en la creación de Hasta aquí hemos llegado y dos años después, es guionista de la serie de RTVE, Paco y Veva y del largometraje Cosas que hacen que la vida valga la pena.
En 2006, forma parte de la creación de La niebla en las palmeras; al año siguiente es guionista de Quart serie de Endemol para Atresmedia y de El comisario de BocaBoca para Mediaset.
De 2010 a 2015 forma parte del equipo de guion de la serie Cuéntame cómo pasó de Ganga Producciones para RTVE.
En 2011 forma parte del equipo de la TV-Movie Operación Malaya de Mediapro para RTVE y en 2012 es guionista de La fuga de BocaBoca para Mediaset.
En 2013 es guionista de la miniserie Tormenta de New Atlantis para Atresmedia; en 2014 forma parte de la creación del documental Mapa de recuerdos de Madrid y en 2015 es guionista de la serie Las aventuras del capitán Alatriste de Dlo/Magnolia para Mediaset.
En 2016 es guionista de la película Todo es de color y en 2018 de la serie Fugitiva de Ganga Producciones para RTVE.
En 2019 es guionista de la serie Brigada Costa del Sol de Warner Bros. ITVP España para Netflix y Mediaset y en 2021 creador y guionista de la serie 3 caminos de Amazon Prime Video.
| Año           | Título                                    | Formato             | Notas        | Productora                                          | Televisión/Distribuidora    |
| ------------- | ----------------------------------------- | ------------------- | ------------ | --------------------------------------------------- | --------------------------- |
| 2021-presente | 3 caminos                                 | Serie de televisión | 8 capítulos  | Amazon Prime Video                                  | Amazon Prime Video          |
| 2019          | Brigada Costa del Sol                     | Serie de televisión | 4 capítulos  | Mediaset España, Warner Bros. ITVP España y Netflix | Mediaset España y Netflix   |
| 2018          | Fugitiva                                  | Serie de televisión | 5 capítulos  | Ganga Producciones                                  | RTVE                        |
| 2016          | Todo es de color                          | Largometraje        | Largometraje | Góndola Films                                       | Góndola Films               |
| 2010-2015     | Cuéntame cómo pasó                        | Serie de televisión | 16 capítulos | Ganga Producciones                                  | RTVE                        |
| 2015          | Las aventuras del capitán Alatriste       | Serie de televisión | 5 capítulos  | Dlo/Magnolia y BETA Films                           | Mediaset España             |
| 2014          | Mapa de recuerdos de Madrid               | Documental          | Documental   | Nuevenovenos                                        | Nuevenovenos                |
| 2013          | Tormenta                                  | Miniserie           | 2 capítulos  | New Atlantis                                        | Atresmedia                  |
| 2012          | La fuga                                   | Serie de televisión | 4 capítulos  | BocaBoca                                            | Mediaset España             |
| 2011          | Operación Malaya                          | TV-Movie            | TV-Movie     | Mediapro                                            | RTVE                        |
| 2007-2008     | El comisario                              | Serie de televisión | 4 capítulos  | BocaBoca                                            | Mediaset España             |
| 2007          | Quart                                     | Serie de televisión | 6 capítulos  | Endemol                                             | Atresmedia                  |
| 2006          | La niebla en las palmeras                 | Documental          | Documental   | Brothers&Sisters                                    | Brothers&Sisters            |
| 2004          | Paco y Veva                               | Serie de televisión | 3 capítulos  | RTVE                                                | RTVE                        |
| 2004          | Cosas que hacen que la vida valga la pena | Largometraje        | Largometraje | BocaBoca                                            | BocaBoca                    |
| 2002          | Hasta aquí hemos llegado                  |                     |              | Arual                                               | Columbia TriStar Television |
| 2001          | Salvajes                                  | Largometraje        | Largometraje | Brothers&Sisters                                    | Brothers&Sisters            |
| 2000          | Antivicio                                 | Serie de televisión | 2 capítulos  | Zeppelin TV                                         | Atresmedia                  |
| 1999          | Casi veinte horas                         | Cortometraje        | Cortometraje | ECAM                                                | ECAM                        |
| 1998          | Fernández y familia                       | Serie de televisión | 1 capítulo   | Zeppelin TV                                         | Mediaset España             |
| 1998          | Querido maestro                           | Serie de televisión | 3 capítulos  | Zeppelin TV                                         | Mediaset España             |
| 1997          | Making of 'atraco'                        | Cortometraje        | Cortometraje | Nebli                                               | Nebli                       |